# تشارلز إتش. ووكر
تشارلز إتش. ووكر هو قاضي ومحامي وسياسي أمريكي، ولد في 5 سبتمبر 1828، وتوفي في 31 ديسمبر 1877. انتخب عضو جمعية ولاية ويسكونسن ‏.